# Маніша Малхотра
Маніша Малхотра (нар. 19 вересня 1976) — колишня індійська тенісистка.
Найвищу одиночну позицію світового рейтингу — 314 місце досягла 21 квітня 2003, парну — 149 місце — 8 квітня 2002 року.
Здобула 5 одиночних та 7 парних титулів.
Завершила кар'єру 2004 року.

## Фінали ITF
| Турніри $100,000 |
| Турніри $75,000  |
| Турніри $50,000  |
| Турніри $25,000  |
| Турніри $10,000  |

### Одиночний розряд (5–4)
| Результат | Ранг | Дата            | Турнір                        | Покриття   | Суперниця           | Рахунок                 |
| --------- | ---- | --------------- | ----------------------------- | ---------- | ------------------- | ----------------------- |
| Поразка   | 1.   | 8 серпня 1998   | Саутсі, Велика Британія       | Трава      | Елені Даніліду      | 6–7(5–7), 3–6           |
| Поразка   | 2.   | 30 травня 1999  | Ель-Пасо (Техас), США         | Тверде     | Сара Вокер          | 3–6, 3–6                |
| Перемога  | 3.   | 8 серпня 1999   | Гаррісонсбург (Луїзіана), США | Тверде     | Мішелл Дассо        | 6–4, 6–3                |
| Перемога  | 4.   | 26 вересня 1999 | Сандерленд, Велика Британія   | Тверде (i) | Нікола Пейн         | 2–6, 6–1, 6–0           |
| Поразка   | 5.   | 3 жовтня 1999   | Глазго, Велика Британія       | Килим (i)  | Грета Арн           | w/o                     |
| Перемога  | 6.   | 23 липня 2000   | Балтимор, США                 | Тверде     | Фудзівара Ріка      | 7–6(7–5), 6–7(4–7), 6–2 |
| Поразка   | 7.   | 3 вересня 2000  | Джайпур, Індія                | Трава      | Монік Адамчак       | 2–6, 6–2, 3–6           |
| Перемога  | 8.   | 10 вересня 2000 | Делі, Індія                   | Тверде     | Veronika Raimřová   | 4–6, 6–1, 6–3           |
| Перемога  | 9.   | 13 квітня 2003  | Мумбаї, Індія                 | Тверде     | Акгуль Аманмурадова | 2–6, 6–4, 7–6(12–10)    |

### Парний розряд (7–8)
| Результат | Ранг | Дата           | Турнір                                     | Покриття  | Партнерка           | Суперниці                                | Рахунок            |
| --------- | ---- | -------------- | ------------------------------------------ | --------- | ------------------- | ---------------------------------------- | ------------------ |
| Перемога  | 1.   | 30 травня 1999 | Ель-Пасо, США                              | Тверде    | Джулі Ту            | Кім Грант Сара Вокер                     | 6–2, 6–4           |
| Поразка   | 2.   | 3 жовтня 1999  | Глазго, Велика Британія                    | Килим (i) | Грета Арн           | Ліззі Джелфс Карен Нуджент               | w/o                |
| Перемога  | 3.   | 20 грудня 1999 | Лакхнау, Індія                             | Трава     | Тонґ Ка-по          | Маша Весеняк Уршка Весеняк               | 6–3, 5–7, 6–1      |
| Поразка   | 4.   | 27 грудня 1999 | Чандігарх, Індія                           | Трава     | Катарина Мишич      | Маша Весеняк Уршка Весеняк               | 3–6, 7–6(7–5), 0–6 |
| Поразка   | 5.   | 16 квітня 2000 | Мумбаї, Індія                              | Тверде    | Satomi Kinjo        | Рушмі Чакравартхі Сай Джаялакшмі Джаярам | 4–6, 6–4, 1–2 ret. |
| Перемога  | 6.   | 28 травня 2000 | Ель-Пасо, США                              | Тверде    | Ліенн Бейкер        | Кейсі Смеші Сенді Шуріфонґ               | 6–2, 7–6(7–5)      |
| Поразка   | 7.   | 4 червня 2000  | Сан-Антоніо, США                           | Тверде    | Ліенн Бейкер        | Мелані Клейтон Emma Gott                 | 6–3, 6–7(5–7), 5–7 |
| Перемога  | 8.   | 11 червня 2000 | Гілтон-Гед-Айленд (Південна Кароліна), США | Тверде    | Венді Фікс          | Мілагрос Секера Габріела Волекова        | 6–4, 7–6(7–3)      |
| Поразка   | 9.   | 20 серпня 2000 | Лондон, Велика Британія                    | Тверде    | Зузі Бенш           | Наталі Грандін Ніколь Ренкен             | 2–6, 7–5, 6–7(6–8) |
| Поразка   | 10.  | 5 березня 2001 | Воррнамбул, Австралія                      | Трава     | Надя Джонстон       | Сімона Аргіре Уда Ремі                   | 3–6, 3–6           |
| Перемога  | 11.  | 22 квітня 2001 | Хошимін, В'єтнам                           | Тверде    | Вірупама Вайдянатан | Ліенн Бейкер Шеллі Стефенс               | 6–3, 7–5           |
| Перемога  | 12.  | 17 червня 2001 | Марсель, Франція                           | Ґрунт     | Ліенн Бейкер        | Каролін Денін Мая Палавершич             | 7–6(7–5), 6–2      |
| Перемога  | 13.  | 1 липня 2001   | Бостад, Швеція                             | Ґрунт     | Ліенн Бейкер        | Даніела Клеменшиц Сандра Клеменшиц       | 6–3, 6–1           |
| Поразка   | 14.  | 3 грудня 2001  | Нонтхабурі (провінція), Таїланд            | Тверде    | Чон Мі Ра           | Івана Абрамович Kim Jin-hee              | 1–6, 5–7           |
| Поразка   | 15.  | 21 липня 2002  | Вальядолід, Іспанія                        | Тверде    | Ліенн Бейкер        | Олена Балтача Наташа Рандріантефі        | 2–6, 3–6           |

### Other finals

#### Мікст
| Результат    | Дата           | Турнір           | Місце                 | Партнерка     | Суперниці           | Рахунок       |
| ------------ | -------------- | ---------------- | --------------------- | ------------- | ------------------- | ------------- |
| Silver medal | 11 жовтня 2002 | 2002 Asian Games | Пусан, Південна Корея | Магеш Бгупаті | Джанет Лі Лу Єн-Сун | 6–4, 3–6, 7–9 |